# 1478 en santé et médecine
| Années de la santé et de la médecine : 1475 - 1476 - 1477 - 1478 - 1479 - 1480 - 1481    |
| Décennies de la santé et de la médecine : 1440 - 1450 - 1460 - 1470 - 1480 - 1490 - 1500 |

Cet article présente les faits marquants de l'année 1478 en santé et médecine.

## Événements
- Fondation par Christian Ier, roi de Danemark, de l'université de Copenhague, qui ouvrira ses portes le 1er juin de l'année 1479 suivante, et qui comprend dès l'origine une faculté de médecine[1].
- Le roi Louis XI accorde un cadavre de supplicié par an à la faculté de médecine de Paris, où la dernière dissection attestée date de 1407[2].

## Publications
- Première édition, imprimée à Florence par Nicolao, du De medicina de Celse (Ier siècle[3],[4]).
- Première édition, imprimée à Lyon chez Barthélemy Buyer, du Guidon de la pratique en chirurgie, traduction française[5], « vue et corrigée sur le latin » par Nicolas Panis († 1490), de la Chirurgia Magna de Guy de Chauliac (1298-1368[6]).
- Première édition, imprimée à Colle di Val d'Elsa chez Johannes Alemannus de Medemblick, de la traduction latine par Pierre d'Abano (1250-1318) de la Matière médicale de Dioscoride (c. 25-c. 90[7],[8]).
- 1478-1482 : Amirdovlat d'Amasée (1415-1496) compose son Inutile aux ignorants, pharmacopée qui étudie plus de trois mille sept cents médicaments, chacun décrit en cinq langues, parfois en sept : l'arménien, le grec, le latin, l'arabe, le persan, le turc et le français[9].

## Naissances
- Jacques Dubois, dit Sylvius (mort en 1555), professeur de médecine à Paris, lecteur royal de chirurgie d'Henri II[10].
- Oddo de Oddis (it) (mort en 1559), praticien à Venise, professeur à Padoue, auteur de divers ouvrages de médecine[11].
- Pierre Brissot (mort en 1522), reçu docteur en médecine à Paris, auteur d'un ouvrage sur le traitement de la pleurésie  (Apologia de incisione venae in Pleuritide Morbo) publié à Paris en 1538[12].
- Wolfgang Capiton (mort en 1542), médecin, théologien et canoniste alsacien[12].
- 1476 ou 1478 : Jérôme Fracastor (mort en 1553), philosophe, mathématicien, astronome, poète et médecin italien, auteur de divers traités de médecine, dont le De contagionibus, et contagiosis morbis, et eorum curatione, et le Syphilidis, sive De morbo gallico, sur les maladies contagieuses et sur la syphilis[13],[14].

## Décès
- Simon de Pavie (né à une date inconnue), médecin et sans doute astrologue, bienfaiteur des cordeliers de Lyon[15].